# افسانه ممنوعه
افسانه ممنوعه (به کره‌ای: 동화지만 청불입니다) یک فیلم کمدی-درام به کارگردانی لی جونگ سوک با بازی پارک جی-هیون در نقش دانبی محصول سال ۲۰۲۵ سینمای کره جنوبی است. فیلم داستان دانبی را دنبال می‌کند که آرزو دارد نویسنده کتاب کودک باشد اما در واقع یک تازه‌کار در تیم سرکوب شده و غیرقانونی پورنوگرافی است.

## ساخت
تصویربرداری اصلی در ۲۰ مه ۲۰۲۳ آغاز شد. در مارس ۲۰۲۴، فیلم وارد مرحله پس از تولید شد. و در ۸ ژانویه ۲۰۲۵ منتشر می‌شود.